# Hi Score Girl
Hi Score Girl (japanisch ハイスコアガール Hai Sukoa Gāru) ist eine japanische Mangaserie, die von Rensuke Oshikiri geschrieben und illustriert wurde. Eine Anime-Fernsehserie-Adaption von J.C.Staff wurde erstmals von Juli bis September 2018 ausgestrahlt und in das Programm von Netflix aufgenommen. Die Serie ist eine romantische Komödie über das Leben eines Computerspielers in den 90er-Jahren.

## Handlung
Die Geschichte dreht sich um das Leben des Arcade-Videospielers Haruo Yaguchi, der sich mit seiner Rivalin Akira Ono, die ihn in fast allen seinen Spielen besiegt, befreundet. Er selbst ist eher unbeliebt und schreibt schlechte Noten, während Akira aus reichem Hause kommt und das Gegenteil von ihm verkörpert. Da allerdings fast ihr ganzer Tag mit lernen und von ihrer Familie ausgesuchten Aktivitäten verplant ist, flüchtet sie in die Welt der Videospiele und ist dabei so gut, dass sie fast jeden Gegenspieler besiegt und es in die Highscore-Tabellen schafft.
So fordern die beiden sich immer öfter heraus und werden dabei zu Freunden. Als Akira eines Tages wegzieht, bricht für Haruo eine Welt zusammen und das Spielen ist nicht mehr das Gleiche für ihn wie es mit ihr war. Mit der Zeit lernt er jedoch das Mädchen Koharu kennen, die in ihn verliebt ist und die Videospiele benutzt, um näher bei ihm sein zu können. Nach mehreren Jahren kehrt Akira jedoch zurück, die Haruo allerdings anfangs ablehnt, aber ihn wieder aufnimmt, nachdem er ihr seine Gefühle gesteht. Jedoch soll sie auf eine Elite-Oberschule gehen, was bedeuten würde, das beide wieder getrennt werden würden. Daher verzichtet er auf das Spielen und lernt für die Prüfungen, um auf der Schule aufgenommen zu werden. Dies gelingt ihm allerdings nicht und die beiden versuchen daher sich bei anderen Gelegenheit zu sehen. Ebenfalls versucht Koharu Haruo dazu zu kriegen, eine Beziehung mit ihr einzugehen.
Während der Handlung beleuchtet der Anime neben der Charakterentwicklung auch die Entwicklungen der Münzspielszene, die Entwicklung der Videospielekonsolen und die Veränderungen, die sich in den frühen 90er Jahren ergeben haben.

## Charaktere

### Hauptcharaktere
Haruo Yaguchi (矢口 春雄, Yaguchi Haruo)
Haruo ist ein junger Mann, der in verschiedenen Lebensbereichen nach außen düster wirkt und eine Leidenschaft für Fighting Games und andere Arcade- und Videospiele pflegt. Er ist nicht gut in der Schule, nicht sportlich und wirkt nicht sehr attraktiv bei den Mädchen. Das einzige, was er für ihn erwartet, sind verrückte Gamer-Fähigkeiten. Während des Spielens in einer Spielhalle lernt er in einer schicksalhaften Begegnung Akira Ono kennen, gegen die er Street Fighter II spielt. Von dort an versucht er sie immer wieder herauszufordern und die beiden werden zu Rivalen, die sich aber immer besser verstehen. Seine Besessenheit für Computerspiele verliert er allerdings nicht mit den Jahren.
Akira Ōno (大野 晶, Ōno Akira)
Akira ist die Tochter des Ōno Zaibatsu und ist reich, beliebt in der Schule, schreibt gute Noten und zeigt sich als vielseitig talentiert und ist damit das Gegenteil von Haruo. Allerdings hat sie keine Freunde und ist schweigsam und drückt sich daher mehr durch Mimik, Gestik und ihre Handlungen aus. Beim Versuch, der strengen Kontroll- und Erziehungspraxis, der sie sich zu Hause gegenübersieht, zu entgehen, schleicht sie sich jedoch immer wieder in Spielezentren, um durch das Spielen den Alltag zu vergessen. Dabei entwickelt sie außergewöhnliche Spielfähigkeiten, mit denen sie fast gegen jeden Mitspieler gewinnt. Sie trifft Haruo anfangs während eines Spiels von Street Fighter II und seitdem verbindet sie sich mit ihm wegen ihrer gegenseitigen Liebe zum Spielen.
Koharu Hidaka (日高 小春, Hidaka Koharu)
Koharu ist ein Mädchen in Haruos Klasse in der Junior High. Sie geht während der gesamten Highschool mit Onizuka in eine Mädchenschule. Früher war sie ein introvertiertes Mädchen, das einen Großteil ihrer Zeit alleine mit lernen verbracht hat. Sie entwickelt sich im Laufe der Handlung zu einer geselligeren Person und interessiert sich auch für Videospiele, nachdem sie mit Haruo auf einem Neo Geo MVS zusammen gespielt hat, das vor dem Geschäft ihrer Familie installiert wurde. Sie hat ein natürliches Gespür für Fighting Games, was sie nutzt um die Anerkennung von Haruos zugewinnen, in den sie sich aufgrund seiner leidenschaftlichen und süßen Art verliebt hat. So hält sie sich anfangs noch weitgehend zurück, fordert Haruo aber später stärker heraus.

### Nebencharaktere
- Namie Yaguchi: Namie ist eine energische Dame, die Haruo als alleinerziehende Mutter großzieht. Trotz ihrer Unzulänglichkeiten unterstützt sie ihren Sohn auf ihre eigene, eigenartige und liebevolle Art und Weise. Im Bezug auf seine Freundinnen erweist sie sich als sehr neugierig aber freundlich und hilfsbereit.
- Akiras Chauffeur: ist ein netter alter Mann, der immer auf Akiras Interessen achtet. Er ist ein selbsternannter Pachinko-Süchtiger und hat die üble Angewohnheit, Haruo mit der Familienlimousine zu überfahren.
- Makoto Ono: ist Akiras rebellische ältere Schwester, die ihre Rolle als rechtmäßige Erbin des Ono-Konglomerats an ihre jüngere Schwester übergab. Insgeheim bereute sie dies, nachdem sie gesehen hatte, dass Moemi sie über mehrere Jahre hinweg trainierte. Sie ist seitdem erleichtert, zu wissen, dass Akira durch ihre ehemals geheime Leidenschaft für Spiele einen Freund in Haruo gefunden hat. Makoto hat extrem ähnliche Eigenschaften wie ihre jüngere Schwester Akira, aber keine Disziplin und Standhaftigkeit. Nachdem sie die spartanische Erziehung, die ihr Familienname mit sich bringt, entgangen ist, versucht sie nun, die Wunder der "Außenwelt" im Zorn der Familienlehrerin Moemi zu genießen. Daher trifft sie Haruo und seine Freunde später häufiger. Sie hat eine gute Beziehungen zu Haruos Mutter und ist zu einem weiteren häufigen Gast des Yaguchi-Haushalts geworden.
- Moemi Goda: ist die mit Brille besetzte offizielle Lehrerin des Ono-Haushalts. Sie ist eine totalitäre Autorität, die vor nichts zurückschreckt, um sicherzustellen, dass Akira als Erbe des Ono-Familiennamens absolut perfekt und würdig ist. Sie ist daher absolut gegen jeglichen Spaß im Ono-Haushalt, der unter den Einwohnern Reibereien verursacht. Nachdem sie gesehen hat, das Haruo es auf Akira abgesehen hatte, versucht sie dies anfangs zu verhindern, beginnt später aber ein wenig nachzugeben.
- Genta Doi: ist Haruos Klassenkamerad in der Unterschule und wieder auf der High School. Er ist ein Snob-Kind, das versucht, als kultiviert und liebenswürdig zu wirken, aber daran scheitert Akira für sich zu gewinnen. Während der High School beginnt er sich mit Haruo und Miyao aufzuhalten.
- Onizuka: ist ein Mädchen, das mit Haruo von der Grundschule bis zur Mittelstufe zur Schule ging. Danach ging sie auf dieselbe Mädchen-Highschool wie Hidaka. Sie wirkt etwas grotesk im Aussehen und übertrieben in ihrem Auftreten, obwohl sie sich anscheinend nicht selbst bewusst ist.
- Numata: ist ein Berater in der Mittelschule von Haruo und spielt auch gerne Videospiele. Er ähnelt Lau Chan von Virtua Fighter.
- Miyao: Ist einer von Haruos Klassenkameraden in der Mittelschule, der sein bester Freund ist. Er mag auch Arcade-Spiele, wenn auch nicht so sehr wie Haruo. Er hat ein Händchen für die Welt der Mädchen und kann sich daher schnell in Liebesbeziehungen bringen.
- Felicia Nikotama: Nikotama ist die Tochter eines Arcade-Inhabers, der Chef der "Mizonokuchi Force", einer Gruppe von Spielern in Kawasaki City, ist. Sie nimmt Koharu unter ihre Fittiche, nachdem sie ihr Können bezeugt hat.

## Veröffentlichung
Das Pilotkapitel erschien zuerst in der Sonderausgabe Sōkan Young Gangan (Vol 11/2010) am 29. Oktober 2010, drei Kapitel in der Sōkan Young Gangan Big, sowie vom 25. Oktober 2010 bis zum 25. September 2018 in der Gekkan Big Gangan des Verlags Square Enix. Die Kapitel wurden in zehn Sammelbänden (Tankōbon) zusammengefasst. Von März 2020 bis September 2021 erschien eine deutsche Übersetzung aller Bände bei Manga Cult. 

## Anime
Der monatlich erscheinende Big Gangan gab im Dezember 2013 bekannt, dass eine Anime-Adaption bestätigt wurde.
Die Anime-Adaption wurde später als Fernsehserie bestätigt, die von J.C.Staff animiert wurde und vom 14. Juli bis zum 29. September 2018 nach Mitternacht (und damit am vorigen Fernsehtag) auf Tokyo MX und BS11 ausgestrahlt wurde, sowie mit je zwei Stunden Versatz auch auf MBS und zehn Tagen Versatz Aomori TV. Regie führte Yoshiki Yamakawa und das Drehbuch wurde von Tatsuhiko Urahata geschrieben. Das Charakterdesign übernahm Michiru Kuwabata und die Serienmusik übernahm Yoko Shimomura. Das Eröffnungslied wurde von Sora Tob Sakana gesungen.
Eine 2. Staffel mit 9 Folgen wurde vom 20. Oktober bis zum 20. Dezember 2019 veröffentlicht. 
Netflix hat den Anime am 24. Dezember 2018 unter anderem mit einer deutschen und englischen Synchronisation gestreamt. Die Serie wird auch drei OVA-Episoden mit dem Titel Extra Stage erhalten, die am 20. März 2019 Premiere haben werden. Hierzulande präsentierte Warner Bros. die erste Episode des Animes im Rahmen der AnimagiC 2018, die vom 3. bis 5. August in Mannheim stattfand, im Originalton mit deutschen Untertiteln.
Am 9. April 2020 hat Netflix die 2. Staffel international veröffentlicht.

### Synchronisation
Die deutsche Synchronisation wurde von der Synchronisationsfirma RRP Media UG in Berlin übernommen. Das Dialogbuch schrieb Jana Franziska Krüger und Dialogregie führte Jan Fabian Krüger.
| Rolle            | Originalsprecher    | deutscher Sprecher   |
| ---------------- | ------------------- | -------------------- |
| Akira Ōno        | Sayumi Suzushiro    | Sophie Lechtenbrink  |
| Andabaa          | Kyō Yaoya           | Velia Krause         |
| Chihiro Onizuka  | Daria Midō          | Ramona Rockenhausen  |
| Erzähler         | Hōchū Ōtsuka        | Georgios Tzitzikos   |
| Genta Doi        | Daiki Yamashita     | Linus Drews          |
| Guile            | Hiroki Yasumoto     | Samuel Zekarias      |
| Haruo Yaguchi    | Kōhei Amasaki       | David Kunze          |
| Jiiya            | Yūichi Nagashima    | Uwe Jellinek         |
| Klassenlehrer    | Tomokazu Sugita     | Michael Bauer        |
| Koharu Hidaka    | Yūki Hirose         | Laura Elßel          |
| Koharus Vater    | Taketora            | Hanns Jörg Krumpholz |
| Kōtarō Miyao     | Kazuyuki Okitsu     | Nico Wiek            |
| Maa-kun          | Yoshitsugu Matsuoka | Bernd Egger          |
| Moemi Gōda       | Shizuka Itō         | Magdalena Höfner     |
| Namie Yaguchi    | Satomi Arai         | Anja Nestler         |
| Reiko Tono       | Kana Ueda           | Betty Förster        |
| Akiras Schwester | Haruka Shiraishi    | Henrike von Kuick    |
| Dhalsim          | Daisuke Egawa       | Heiko Akrap          |
| Fujita           | Mariko Higashiuchi  | Wanda Worch          |
| Gotō             | Gen Satō            | Sascha Krüger        |
| Holmes           | Taito Ban           | Sascha Krüger        |
| Itou             | Makoto Kaneko       | Oscar Räuker         |
| Kaneda           | Setsuo Itō          | Garry Fischmann      |
| Koharus Mutter   | Shizuka Ishigami    | Henrike von Kuick    |
| Makoto Ōno       | Chinatsu Akasaki    | Luisa Casper         |
| MC               | Masaya Matsukaze    | Vlad Chiriac         |
| Mii-tan          | Yōko Hikasa         | Shirin Westenfelder  |
| Mori             | Miho Okasaki        | Luisa Casper         |
| Nash             | Kōsuke Toriumi      | Daniel Kröhnert      |
| Taguchi          | Shūichi Nishitani   | Daniel Kröhnert      |
| Vega             | Norio Wakamoto      | Ines Nierstenhöfer   |
| Watson           | Kōichi Sōma         | Daniel Kröhnert      |
| Yokoyama         | Nao Fujita          | Gregor Knop          |
| Yoritomo         | Ryō Sugisaki        | Maximilian Spitzer   |

## Rezeption
Der Manga schaffte es auf die Nummer zwei der Kono Manga ga Sugoi von Takarajimasha 2013! Top 20 Manga für männliche Leserumfrage. Es wurde auch für den 6. Manga Taishō und den 17. Tezuka Osamu Cultural Prize nominiert. Er schaffte es außerdem auf Platz 9 des Comic-Natalie-Grand-Preis von 2013.
Zum 30. Dezember 2012 wurde der 3. Band bereits 59.016 mal verkauft und am 7. Juli 2013 wurden von Band 4 103.734 Exemplare verkauft. Der Manga zeichnet sich durch einen einzigartigen Kunststil und durchweg genaue Darstellungen der Vielzahl von Spielsoftware, Hardware und Kultur aus und betont dabei vor allem die Fighting-Game-Szene mit Spielen wie Street Fighter.

## Rechtsstreit
Am 5. August 2014 durchsuchte die Polizei des Bezirks Osaka die Büros von Square Enix, dem Herausgeber von Hi Score Girl, die von SNK Playmore wegen eines Verstoßes gegen das Urheberrecht verklagt wurden. So wurde von SNK Playmore behauptet, dass der Manga angeblich über 100 Charakterexemplare und Kampfstile aus Samurai Shodown und The King of Fighters enthält. Square Enix hat daraufhin freiwillig alle gedruckten Bände zurückgerufen und die Veröffentlichung zukünftiger Bände und des digitalen Verkaufs vorübergehend ausgesetzt. Der Manga setzte jedoch seinen Lauf in Monthly Big Gangan fort. Im August 2015 wurde berichtet, dass Square Enix und SNK Playmore eine Einigung erzielt hatten, in der die Klage abgebrochen wurde und der Manga wieder in verschiedenen Formaten verkauft werden konnte.